# Atarba (Atarba) tetracantha
Atarba (Atarba) tetracantha is een tweevleugelige uit de familie steltmuggen (Limoniidae). De soort komt voor in het Neotropisch gebied.